# Karel Lánský
Karel Lánský, narozen jako Karel Landštofl (6. července 1924 Staňkov – 25. ledna 2019) byl český novinář a pracovník Československého rozhlasu, který bránil vysílání rozhlasu před okupačními vojsky a několik dní ho řídil. Byl signatářem Charty 77 a mezi roky 1990 a 1992 byl ředitelem zahraničního vysílání Československého rozhlasu.

## Život
Karel Landštofl pocházel ze Staňkova u Domažlic a vyrůstal v chudých poměrech jenom s matkou a mladším bratrem. Jeho otec totiž o rodinu nejevil zájem, krátce po jeho narození ji opustil a po úmrtí matky v roce 1945 ukončil Karel s otcem jakýkoliv kontakt. Na škole se dobře učil, a tak chtěl nadále pokračovat ve studiu. Matčini příbuzní přislíbili pomoc aspoň s večerní školou, jenomže v roce 1939 začala druhá světová válka, uzavřely se vysoké a večerní školy a ze slibů sešlo. Jeho strýc se nabídl, že by ho vzal k sobě do učení, a tak téhož roku odešel do Prahy se vyučit krejčím. Když v létě 1943 dostal výuční list, byl několik dnů poté totálně nasazen v pražském Walter motors a poslední dny druhé světové války prožil pracovně na letišti v Ruzyni. Během Pražského povstání byl členem Revolučních gard a vykonával spojku mezi Vyšehradem a Pankrácí. Díky vlivu lidí kolem sebe a kamarádů, s kterými bydlel a kteří byli komunisté, se po konci války přihlásil a stal se členem Komunistické strany Československa. Začal studovat na nové Vysoké škole politické a sociální, kde se zpočátku mohli přihlásit i lidé bez maturity, ale museli udělat kvalifikační vědomostní testy. Během studia pracoval na Ústředním výboru ČSM, kde například v létě 1946 byl vedoucím studentů na uhelné brigádě v Souši u Mostu. Kvůli častým potížím s transkripcí příjmení a také snahy zbavit se německých souvislostí, si v roce 1948 změnil příjmení z Landštofl na Lánský, na kterém se dohodlo i více jeho příbuzných. Později pracoval v Českém svazu tělesné výchovy a podílel se na organizaci spartakiád, za což obdržel státní vyznamenání za vynikající práci. Po vojně nastoupil v roce 1956 do tiskového odboru ÚV KSČ, kde následně i zastával funkci vedoucího. V roce 1961 byl ale se skupinou osmi komunistů z tzv. skupiny kolem Klementa Lukeše vyloučen pro kritické postoje vůči KSČ. Po vyloučení pracoval jako dělník v lisovně továrny Praga a po dvou letech s pomocí známých našel lepší uplatnění v Československém svazu tělesné výchovy (ČSTV), a to v úseku propagace, kde spolupracoval s tiskem a s rozhlasem.

### Československý rozhlas a život po něm
Když se v roce 1968 uvolnilo místo v Československém rozhlasu v tiskovém odboru, byla mu tato pozice díky příteli z vojny Jiřímu Kmochovi nabídnuta. Nabídku přijal, krátce na to se stal vedoucím zahraničních zpravodajů ve zpravodajské redakci a na jaře téhož roku mu bylo členství v KSČ v rámci rehabilitací obnoveno. Po návratu ze zahraniční stáže v BBC ho tehdejší ústřední ředitel Zdeněk Hejzlar pověřil vedením vysílání, protože musel služebně do Bratislavy. Večer 20. srpna mu telefonovali, že Rostislav Běhal z rozhlasu byl pozván na ministerstvo kultury ke Karlu Hoffmannovi a za tři čtvrtě hodiny volali znovu, že v Bratislavě jsou Rusové. Následně i se ženou, která dělala v rozhlase sekretářku, se vydali do hlavní rozhlasové budovy. Zde nečekaně přišel odvolaný ředitel rozhlasu Miloš Marko v doprovodu mužů, mezi nimiž jeden vrátný poznal estébáka. V tu chvíli se ustavila trojice, která rozhodovala o dalších krocích rozhlasu. Byl to Jiří Kmoch, Igor Kratochvíl a Karel Lánský. Cílem této trojky bylo znemožnit kolaborantům, aby nad rozhlasem získali moc. Chtěli například odvysílat prohlášení legalizující pobyt cizích vojsk v Československu, což se jim ale nepovedlo a čekalo se na usnesení předsednictva ÚV KSČ, které nakonec označili příjezd vojsk jako okupaci. I přes vyjednávání a výhrůžky se snažil Karel vysílání udržet za každou cenu. Když ale ráno přišli do budovy vojáci, pravidelné rozhlasové vysílání skončilo a následně se jeho byt na Vinohradech stal náhradní rozhlasovou ředitelnou. Právě zde se v následujících dnech konaly porady nejužšího vedení a odtud se koordinovala i takzvaná „štafeta“, což byl proud vysílání z různých náhradních studií, vysílaných prostřednictvím plzeňského studia do éteru. Takhle to trvalo osm dní.
Kvůli těchto aktů musel v roce 1969 s dalšími pracovníky, kteří se na tom taktéž podíleli, odejít z rozhlasu. Začal pracovat jako příčkař ve stavební firmě Montované stavby a i když roce 1984 odešel do penze, vrátil se zpět na stavbu. Ke konci osmdesátých let se ale opět dostal do ČSTV a po Sametové revoluce začal pracovat ve vládní komisi pro vyšetřování událostí roku 1968. Následně mezi léty 1990 až 1992 vykonával post ředitele Radia Praha – zahraničního vysílání.
U příležitosti výročí vzniku Československa byl 28. října 2018 vyznamenán prezidentem Milošem Zemanem Řádem Bílého lva I. třídy.
Zemřel ve věku 94 let ve večerních hodinách 25. ledna 2019 a poslední rozloučení se konalo v úzkém rodinném kruhu.

## Vyznamenání
- Řád Bílého lva I. třídy – Česko, 28. října 2018 – udělil prezident Miloš Zeman za zvláště vynikající zásluhy ve prospěch České republiky

## Dílo
- Srpen 1968 - Rozhlas proti tankům. Praha: Práce, 1990. 224 s. ISBN 80-208-0028-X.